# دستجرد (ارومیه)
روستای دستجرد در کیلومتر ۲۰ جاده ارومیه - سلماس در مجاور فرودگاه ارومیه واقع است. این روستا ۴۰۰ خانوار دارد. شغل عمده مردم این روستا کشاورزی و بعضاً دامداری است.